# NGC 7699
NGC 7699 је спирална галаксија у сазвежђу Рибе која се налази на NGC листи објеката дубоког неба.
Деклинација објекта је - 2° 54' 0" а ректасцензија 23h 34m 27,0s. Привидна величина (магнитуда) објекта NGC 7699 износи 15,0 а фотографска магнитуда 15,9.